# Annona neosalicifolia
Annona neosalicifolia är en kirimojaväxtart som beskrevs av H. Rainer. Annona neosalicifolia ingår i släktet annonor, och familjen kirimojaväxter. Inga underarter finns listade i Catalogue of Life.